# مديرية قعطبة

تعديل مصدري - تعديل

مُديرية قَعْطَبَة أكبر مديريات محافظة الضالع في جنوب اليمن سكاناً. بلغ عدد سكانها 91206 نسمة عام 2004. مركز هذه المديرية مدينة قعطبة، من أهم المدن قعطبة والتي وُقِّع فيها اتفاقية قعطبة 1977 ومدينة مُرَيْس والجَبَارَة والفَاخِر وسَهْدَة ومناطق مشهورة مثل بيت الشَّرْجِي وسِلَيْم والقَفْلَة وحُمَر، إلى جانب بعض القرى والعزل مثل قرية هِجَار وقرية بَاب غَلَقْ وقرية شَلْيل، تربط مدينة قعطبة بين شمال وجنوب اليمن عبر طريق صنعاء عدن وكذلك تمتلك خط رئيسي يربط محافظة إب بصنعاء وعدن ولكن معظم مناطق المديرية لم تصلها الطرق المزفلتة؛ تعاني المديرية من نقص في الخدمات الأساسية والطرق والكهرباء والصحة سببة إهمال الحكومات المتعاقبة، وتعمتد المديرية على المعونات بشكل شبة كامل، إلى جانب مشاكل تتمثل في شح المياة وإحْلَال زراعة القات مَحل البُن والحبوب والفاكهة والخظروات، ولم تقم الجهات الرسمية في المديرية بأي إجراءات للحد من إنتشار زراعة القات.

موقع مديرية قعطبة في محافظة الضالع

## أعلام
- إبراهيم محمد الحمدي